# Nishiyama Onsen Keiunkan
Nishiyama Onsen Keiunkan (em japonês:  西山温泉慶雲館) é um onsen (spa japonês de águas termais) localizado em Yamanashi, Japão. Fundada em 705 por Fujiwara Mahito, é a empresa independente mais antiga em atividade após a aquisição da Kongō Gumi em 2006.
Em 2011, Keiunkan foi reconhecido pelo Guinness World Records como o hotel mais antigo do mundo, mesmo com as suas atuais instalações sendo mais recentes.

## História
Localizado na base das Montanhas de Akaishi, o spa utiliza a água quente diretamente das fontes de Hakuho. O onsen foi fundado por Fujiwara Mahito, filho de um assessor do Imperador Tenji, 38º Imperador do Japão. As nascentes se tornaram populares e atraíram banhistas de diversas partes do Japão. Dentre os clientes, podemos citar Takeda Shingen, Tokugawa Ieyasu, e Naruhito, atual imperador japonês.
O onsen foi desenvolvido ao longo de sua existência, com piscinas mais rudimentares em cavernas sendo substituídas por banheiras mais acabados em cabanas de madeira, que posteriormente foram substituídas e refinadas ao longo dos séculos. Em 1997, Keiunkan passou por sua reforma mais drástica, quando foram criados quartos mais detalhados e o empreendimento se tornou um ryokan (tipo de hospedagem japonês) que oferecia quartos mais privativos com futons e pensões. Em 2005, foram adicionados termais em todos os quartos.
Até 2017, o hotel foi operado por 52 gerações da mesma família (incluindo herdeiros adotivos) por mais de 1.300 anos continuamente. Em 2017, nenhum membro da família se dispôs a assumir o onsen, então o gerente geral Kenjiro Kawano foi escolhido como novo presidente. Como Kawano não possui nenhum grau de parentesco com o dono, não pôde herdar o holding Yushima. A propriedade da Keiunkan foi então transferida para uma nova holding, Nishiyama Onsen Keiunkan Limited, dissolvendo a anterior.

## Descrição
O hotel possui 37 quartos, um restaurante kaiseki e um espaço de observação da lua. Desde 2019, toda a instalação do hotel dispõe de Wi-fi gratuito com senha. Os quartos são decorados com tatames e arte clássica. Os funcionários usam quimonos nibu-shiki (duas peças). As máquinas que fazem os banhos quentes bombeiam 1.000 litros de água aquecida naturalmente por minuto e existem planos para duplicar a capacidade.